# Regeringen Kallio IV
Regeringen Kallio IV var det självständiga Finlands 21:a regering bestående av Agrarförbundet och Framstegspartiet. Två samlingspartister ingick i regeringen i egenskap av formellt opolitiska fackministrar. Ministären regerade från 7 oktober 1936 till 12 mars 1937.
Statsminister Kyösti Kallio avgick den 15 februari 1937 efter valsegern i presidentvalet i Finland 1937. Befattningen som vice statsminister saknades vid den tidpunkten men utrikesminister Rudolf Holsti fick sköta statsministerns uppgifter för resten av regeringsperioden. Holsti blev således statsministerns ställföreträdare vid sidan om sin befattning som utrikesminister. Först år 1957 tillkom det en permanent ställföreträdare (vice statsminister) som finns på plats även om det finns en statsminister i ämbetet.
Agrarförbundet kom ursprungligen överens med Socialdemokraterna om att bilda en så kallad rödmylleregering. President Pehr Evind Svinhufvud var emot SDP:s medverkan i regeringen och därför bildade Kallio sin fjärde regering tillsammans med Framstegspartiet.
| Minister                                                                                | Ämbetsperiod                    | Parti                       |
| --------------------------------------------------------------------------------------- | ------------------------------- | --------------------------- |
| Statsminister Kyösti Kallio                                                             | 7 oktober 1936–15 februari 1937 | Agrarförbundet              |
| Statsministerns ställföreträdare Rudolf Holsti                                          | 17 februari 1937–12 mars 1937   | Framstegspartiet            |
| Utrikesminister Rudolf Holsti                                                           | 7 oktober 1936–12 mars 1937     | Framstegspartiet            |
| Justitieminister Urho Kekkonen                                                          | 7 oktober 1936–12 mars 1937     | Agrarförbundet              |
| Inrikesminister Yrjö Puhakka                                                            | 7 oktober 1936–12 mars 1937     | opolitisk (Samlingspartiet) |
| Biträdande inrikesminister Urho Kekkonen                                                | 9 oktober 1936–12 mars 1937     | Agrarförbundet              |
| Försvarsminister Arvi Oksala                                                            | 7 oktober 1936–12 mars 1937     | opolitisk (Samlingspartiet) |
| Finansminister Juho Niukkanen                                                           | 7 oktober 1936–12 mars 1937     | Agrarförbundet              |
| Undervisningsminister Antti Kukkonen                                                    | 7 oktober 1936–12 mars 1937     | Agrarförbundet              |
| Jordbruksminister Pekka Heikkinen                                                       | 7 oktober 1936–12 mars 1937     | Agrarförbundet              |
| Biträdande jordbruksminister Viljami Kalliokoski                                        | 7 oktober 1936–12 mars 1937     | Agrarförbundet              |
| Minister för kommunikationsväsendet och allmänna arbetena Jalo Lahdensuo                | 7 oktober 1936–12 mars 1937     | Agrarförbundet              |
| Biträdande minister för kommunikationsväsendet och allmänna arbetena Vihtori Vesterinen | 7 oktober 1936–12 mars 1937     | Agrarförbundet              |
| Handels- och industriminister Kalle Kauppi                                              | 7 oktober 1936–12 mars 1937     | Framstegspartiet            |
| Socialminister Toivo Janhonen                                                           | 7 oktober 1936–12 mars 1937     | Agrarförbundet              |

## Fotnoter
1. ↑  Kallio, Kyösti. Finlands nationalbiografi. (engelska)
2. ↑  21. Kallio IV Arkiverad 2 april 2012 hämtat från the Wayback Machine. Statsrådet (finska)